# 山名豊政
山名 豊政（やまな とよまさ）は、江戸時代前期の交代寄合。通称は平右衛門。

## 生涯
山名豊国の子として誕生。
下総国葛飾郡にて1千石を賜った。元和3年（1617年）に家督を継ぎ、但馬国福岡領主となった。この際、先に賜った1千石は一旦収公の上、改めて幕府から弟の豊義に与えられた。
高家である大沢基宿の娘を正室として迎えた。寛永5年（1628年）、故あって9歳の実子の矩豊に家督を譲り隠居し、寛永7年（1630年）に没する。
法名は法雲院殿桂岳道栄日潤大居士。墓所は武蔵国碑文谷法華寺のち、自證院、 明治時代に青山霊園に改葬。

## 系譜
- 父：山名豊国（1548-1626）
- 母：不詳
- 正室：養安院殿妙証日円大禅定尼 - 大沢基宿の娘
  - 長男：山名矩豊（1619-1698）
- 生母不明の子女
  - 男子：安千代
  - 男子：山名義豊（1623-1695）[1]
  - 女子：本多重世[2]室
  - 女子：妻木頼信室
  - 女子：永井直重室